# جينيفر سميث
جينيفر سميث (بالإنجليزية: Jennifer Schwalbach Smith)‏ (و. 1971 – م) هي ممثلة، وصحفية، وممثلة تلفزيونية، من الولايات المتحدة الأمريكية، ولدت في نيوآرك، نيوجيرسي.

## التعليم
تعلمت في جامعة كاليفورنيا، لوس أنجلوس.

## وصلات خارجية
- جينيفر سميث على موقع IMDb (الإنجليزية)
- جينيفر سميث على موقع ألو سيني (الفرنسية)
- جينيفر سميث على موقع ميوزك برينز (الإنجليزية)
- جينيفر سميث على موقع أول موفي (الإنجليزية)
- جينيفر سميث على موقع قاعدة بيانات الأفلام السويدية (السويدية)
- جينيفر سميث على موقع قاعدة بيانات الفيلم (الإنجليزية)
- جينيفر سميث على موقع كينوبويسك (الروسية)